# (24042) 1999 SY11
(24042) 1999 SY11 est un objet de la ceinture principale d'astéroïdes intérieure découvert en 1999.

## Description
(24042) 1999 SY11 a été découvert le 30 septembre 1999 à la Station Catalina, un observatoire astronomique situé dans les Monts Santa Catalina à environ 29 kilomètres au nord-est de Tucson dans l'Arizona, par le projet Catalina Sky Survey.

### Caractéristiques orbitales
L'orbite de cet astéroïde est caractérisée par un demi-grand axe de 1,95 UA, un périhélie de 1,85 UA, une excentricité de 0,06 et une inclinaison de 21,78° par rapport à l'écliptique. Du fait de ces caractéristiques, à savoir un demi-grand axe inférieur à 2 UA et un périhélie supérieur à 1,666 UA, il est classé, selon la JPL Small-Body Database, objet de la ceinture principale d'astéroïdes intérieure.

### Caractéristiques physiques
(24042) 1999 SY11 a une magnitude absolue (H) de 15,4 et un albédo estimé à 0,297.